# Mačys
Mačys ist ein litauischer männlicher Familienname.

## Weibliche Formen
- Mačytė (ledig)
- Mačienė (verheiratet)

## Personen
- Jonas Mačys (1938–2012), Politiker, Seimas-Mitglied Bürgermeister von Vilkaviškis
- Vladas Mačys (1867–1936), Richter und Zivilprozessualist, VDU-Professor